# برمرهافن
برمرهافن (به آلمانی: Bremerhaven) که به فارسی به معنای بندر برمن می‌باشد، بندری در شمال غربی کشور آلمان و در استان برمن واقع شده است. این شهر در دهانهٔ رودخانه وزا (به آلمانی: Weser) و تنها شهر بزرگ آلمان است که در کنار دریای شمال واقع شده است. برمرهافن همراه با برمن که در ۶۰ کیلومتری یکدیگر واقع شده‌اند، ایالت برمن را تشکیل می‌دهند. در حال حاضر این بندر یکی از مهم‌ترین بنادر کشور آلمان محسوب می‌شود که در اقتصاد آن نقش اساسی ایفا می‌کند.
در سال ۲۰۰۵ به عنوان شهر دانش در آلمان شناخته شد.
| استان       | برمن                     |
| مساحت       | ۹۳٫۸۲ کیلومتر مربع       |
| جمعیت       | ۱۱۳٫۴۶۴                  |
| تراکم جمعیت | ۱۲۰۹ نفر بر کیلومتر مربع |
| کد پستی     | ۲۷۵۰۱–۲۷۵۸۰              |

## جغرافیا
این شهردر دهانهٔ رودخانهٔ وزا و در کنار دریای شمال واقع شده است که طولی برابر با ۱۷ کیلومتر و عرضی به اندازهٔ حداکثر ۵ کیلومتر می‌باشد. رودخانه‌های وزا، گسته، رور و لونه از آن می‌گذرند یا در کنارهٔ شهر واقع شده‌اند. این شهر از شمال، جنوب و از شرق به ایالت نیدرزاکسن ختم می‌شود و در قسمت غربی شهر، دهانهٔ رود وزا می‌باشد.

## تاریخچه
در سال ۱۸۲۷ میلادی (۱۲۰۶ هجری خورشیدی) زمانی که شهر برمن نواحی دهانه رود وزر را ازپادشاهی هانوور خرید، بنای این شهر نهاده شد.
به علت تجارت و مهاجرت به آمریکای شمالی این شهر به سرعت رشد کرد. سرانجام در سال ۱۸۴۸ میلادی (۱۲۲۷ هجری خورشیدی)، این بندر به عنوان بندر مادر نیروی دریایی کنفدراسیون آلمان تبدیل شد.
در زمان جنگ جهانی دوم، این شهر بدست نیروهای آمریکایی و بریتانیایی اشغال و قسمت اعظم آن از بین رفت. سرانجام در سال ۱۹۴۷ میلادی (۱۳۲۶هجری خورشیدی)، به عنوان بخشی از استان برمن درآمد. لازم است ذکر شود، کلیما هاوس در این شهر واقع شده است.

## رشد جمعیت
در سال ۱۸۲۷، ساکنین این شهر را ۱۹ نفر تشکیل می‌دادند. تا سال ۱۸۷۱ این تعداد به بیش از ۱۰۰۰۰ نفر رسید و در سال ۱۹۰۰، به دوبرابر یعنی ۲۰۰۰۰ نفر رسیده بود. در اول نوامبر سال ۱۹۳۹، این شهر و شهر دیگری به نام وزامونده به هم پیوستند که جمعیت این شهر جدید را به ۱۱۳۰۰۰ نفر رساند و نام آن به وزامونده تغییر یافت.
اول ژانویهٔ ۱۹۴۷ بود که نام شهر به برمرهافن تغییر کرد و جمعیت آن در ۲۱ سال بعد یعنی در ۱۹۶۸ به ۱۴۸۹۳۱ تن رسید.
طبق جدیدترین آمارگیری، در پایان مارچ ۲۰۱۰، تعداد ساکنین اصلی این شهر که خانه اصلی شان در این شهر است ،۱۱۴۹۳۱ تن می‌باشد.